# Dobri Do (Peć)
Pour les articles homonymes, voir Dobri Do.
Dobërdol en albanais et Dobri Do en serbe latin (en serbe cyrillique : Добри До) est une localité du Kosovo située dans la commune/municipalité de Pejë/Peć et dans le district de Pejë/Peć. Selon le recensement kosovar de 2011, elle compte 410 habitants, tous albanais.

## Histoire
Sur le territoire du village se trouvent deux sites archéologiques, celui de Dobri Dol, qui date des VIIe siècle av. J.-C.-Ve siècles, mentionné par l'Académie serbe des sciences et des arts, et celui de Tuma, qui remonte au Moyen âge. Ces deux sites sont inscrits sur la liste des monuments culturels du Kosovo.

## Démographie

### Évolution historique de la population dans la localité
| 1948 | 1953 | 1961 | 1971 | 1981 | 1991 | 2011 |
| ---- | ---- | ---- | ---- | ---- | ---- | ---- |
| 525  | 521  | 630  | 718  | 693  | 744  | 410  |

|  |